# Eptesicus furinalis
Espèce
Statut de conservation UICN

 LC  : Préoccupation mineure
Eptesicus furinalis, de nom commun sérotine tropicale, est une espèce de chauves-souris américaine de la famille des Vespertilionidae.

## Description
La sérotine tropicale est une chauve-souris de taille petite à moyenne pesant 7,3 à 8,1 g, avec un nez large et des lèvres charnues. La longueur tête-torse est en moyenne de 92,4 mm, les femelles étant pour la plupart plus grandes que les mâles. Eptesicus furinalis se distingue des autres vespertilionidés dans son aire de répartition par sa grande tête large, son corps trapu, ses oreilles rondes, ses ailes courtes et larges et sa fourrure noir brunâtre. Elle est plus grosse qu’Eptesicus diminutus et plus petite qu’Eptesicus brasiliensis. 
Le tragus est long et pointu et atteint la moitié de l'oreille. Les oreilles et la membrane de vol sont glabres et brun foncé à noir. La membrane volante commence à la pointe des orteils.
Son pelage dorsal est de couleur brun cannelle, son pelage ventral est d'un brun foncé à presque noir. En fonction de la période de l'année et du climat dans lequel se trouve la chauve-souris, leur pelage dorsal peut varier dans différentes nuances généralement de la mi-septembre à mars, il peut être légèrement plus léger que pendant les mois d'été.
L'une des principales caractéristiques déterminantes est que la longueur de la rangée de dents maxillaires par rapport aux autres espèces en ce que leur longueur moyenne de rangée de dents maxillaires est comprise entre 5,4 et 6,3 mm de longueur. L'espèce a également quatre incisives supérieures.

## Répartition

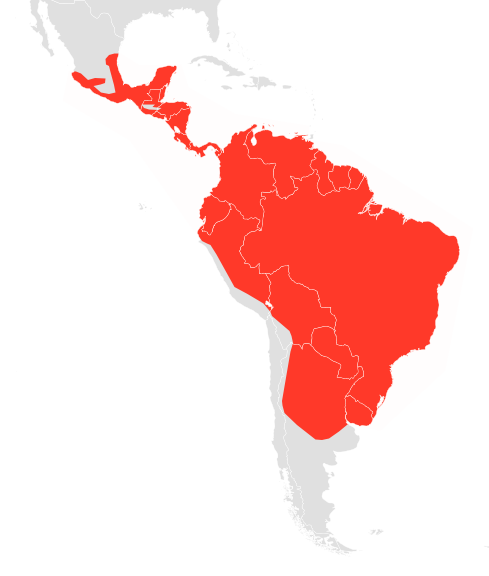
Aire de répartition d’Eptesicus furinalis.

On trouve la sérotine tropicale du sud du Mexique à l'Argentine, généralement dans les terrains montagneux, généralement plus hauts que 1 000 m.
La sérotine tropicale vit dans une grande variété d'habitats, comme les forêts tropicales humides et les forêts sèches. Elle préfère être près des rivières et des lacs, là où l'humidité est plus élevée.

## Comportement

### Colonie
L'espèce dort entre l'écorce des arbres et dans les arbres creux et les trous d'arbres. On la trouve souvent dans les bâtiments en cloisons, dans les greniers et derrière les volets.
Elle peut partager son gîte avec des espèces comme Myotis albescens.

### Alimentation
Eptesicus furinalis est insectivore. L'alimentation changera légèrement selon la saison de l'année, que ce soit la saison des pluies ou la saison sèche. Comme les autres chauves-souris, la sérotine tropicale chasse sa nourriture en utilisant l'écholocalisation près des ruisseaux et de petits plans d'eau. Elle attrape des papillons de jour et de nuit et de coléoptères. Une menace  est les insecticides par l'ingestion d'insectes et de plantes que les insectes mangent.

### Reproduction
L'espèce a probablement des jeunes toute l'année, mais la plupart des naissances semblent avoir lieu pendant les mois les plus chauds de l'année, probablement parce que les populations d'insectes sont plus faibles en hiver. Le moment de l'accouplement et de la naissance diffère d'une population à l'autre en raison de la large répartition. Les femelles peuvent conserver le sperme jusqu'à trois mois jusqu'à ce que la fécondation se produise. La gestation dure trois mois. Les femelles donnent naissance à un ou deux enfants par portée.

### Parasitisme
Au Brésil, sur 119 individus capturés, quatre étaient porteuses du virus de la rage.
L'espèce peut aussi porter Trypanosoma cruzi.